# Mallos mians
Mallos mians là một loài nhện trong họ Dictynidae.
Loài này thuộc chi Mallos. Mallos mians được Ralph Vary Chamberlin miêu tả năm 1919.